# معركة أندروس (1790)
خلفية المعركة
|  |

- خلفية المعركة

شارك كاتسونيس في ثورة أورلوف عام 1770، ثم دخل في خدمة الإمبراطورية الروسية تحت قيادة كاترين العظيمة ، ووصل إلى رتبة رائد. بعد اندلاع الحرب الروسية التركية فيربيع 1789ذهب إلى تريستا لتجنيد أطقم وسفن يونانية، وشكل أسطولًا للعمل ضد العثمانيين في البحر الأيوني وبحر إيجه . عند وصوله إلى بحر إيجه فيصيف 1789كاتسونيس يستولي على جزيرة كيا ويحصنها ويحصنها كقاعدة. ومن هناك، قاد كاتسونيس العديد من الغارات ضد السفن العثمانية في شمال بحر إيجه، من خالكيذيكي إلى الدردنيل، بل وشارك في حصار قصير في مضيق الدردنيل. كاتسونيس هو قائد عدواني، لا يتردد في مواجهة البحرية العثمانية كلما سنحت له الفرصة. فييونيو 1790وهزم الأسطول التركي المكون من 14 سفينة بين سيروس وميكونوس . في يوليو فاز بمعركة أخرى بين سيروس وديلوس . بسبب مآثره، قامت كاثرين بترقيته إلى رتبة مقدم24 يوليو 1789.
غالبًا ما يتعاون كاتسونيس مع أسطول روسي آخر بقيادة القبطان المالطي غولييلمو لورنزو الذي يعمل أيضًا في بحر إيجه، لكن محاولة الأخير لحشد كاتسونيس لقيادته قوبلت بالرفض الشديد من قبل الأخير، الذي أصر على استقلال قيادته. ضاعت فرصة توحيد الأسطولين. تدهورت العلاقات بين لورنزو وكاتسونيس، حيث منع كاتسونيس سكان الجزيرة من مساعدة أسطول لورينزو، وانشق العديد من أفراد طاقم الأخير إلى المعسكر الآخر، بسبب الراتب الأكبر الذي وافق عليه كاتسونيس لرجاله. من ناحية أخرى، لا يمكن إنكار، كما يشير المؤرخ الروسي يوري برياخين، أن أسطول كاتسونيس كان أكثر كفاءة بكثير وأن كاتسونيس نفسه، باعتباره يونانيًا، كان يتمتع بجاذبية أوسع بكثير بين السكان اليونانيين في بحر إيجه، الذين اعتبروه بطل. من ناحية أخرى، على الرغم من قيام لورنزو بتجميع أسطول كبير مكون من 36 سفينة، فقد غادر بالفعل بحر إيجه في أغسطس وعاد إلى صقلية، رافضًا مواصلة العمل ضد العثمانيين، وهو ما اعتبره أمرًا خطيرًا للغاية. واصل كاتسونيس نشاطه، فهزم الأسطول التركي والجزائري بالقرب من إيليني ( ماكرونيسوس ).4 أغسطسيحاول الباب العالي رشوته من خلال تقديم عفو كامل، بفضل دروغمان أسطول ألكساندروس مافروجينيس، بالإضافة إلى الحق في الاستقرار مع تلاميذه في الجزيرة التي يختارها، مع حق وراثي ، و200 ألف دولار. عملات ذهبية.
- المعركة

معركة أندروس أو معركة كافيريس هي معركة بحرية وقعت في الفترة من 17 إلى 18 مايو 1790 خلال الحرب العثمانية الروسية 1787 - 1792 بين الإمبراطورية الروسية بقيادة لامبروس كاتسونيس وقراصنة يونانيين من جانب واسطول من الدولة العثمانية والجزائر يتكون من 30 أو 32 سفينة من جانب اخر وكانت المعركة بمثابة انتصار كبير للدولة العثمانية حيث فقد الروس خمس سفن وتوقف اسطولهم كوحدة عمليات ومن جانب العثمانيون عانوا خسائر فادحة وتمكن كاتسونيس من الهرب.

## وصلات خارجية
- وثائقى عن المعركة على اليوتيوب

https://youtu.be/R0E2WTw57zY